# Gradki (Dywity)
Gradki (deutsch Gradtken) ist ein Ort in der polnischen Woiwodschaft Ermland-Masuren. Er gehört zur Gmina Dywity (Landgemeinde Diwitten) im Powiat Olsztyński (Kreis Allenstein).

## Geographische Lage
Gradki liegt im Westen der Woiwodschaft Ermland-Masuren, 17 Kilometer nördlich der Kreis- und Woiwodschaftshauptstadt Olsztyn (deutsch Allenstein).

## Geschichte
Der vor 1820 Gradken genannte Ort wurde 1817 als adliges Gut im Amt Wartenburg, Kreis Allenstein, mit 20 Feuerstellen bei 101 Einwohnern genannt. Bei der Volkszählung am 3. Dezember 1861 ergaben sich sechs Wohngebäude bei 129 Einwohnern.
Im Jahre 1874 wurde der Amtsbezirk Süssenthal (polnisch Sętal) im ostpreußischen Kreis Allenstein errichtet. Eingegliedert wurde u. a. der Gutsbezirk Gradtken.
Das Dorf zählte im Jahre 1910 insgesamt 151 Einwohner.
Am 17. Oktober 1928 verlor das Gutsdorf Gradtken seine Eigenständigkeit und wurde nach Plutken (polnisch Plutki) eingemeindet.
Als 1945 das gesamte südliche Ostpreußen in Kriegsfolge an Polen abgetreten wurde, erhielt Gradtken die polnische Namensform „Gradki“. Heute ist der Ort ein Teil der Landgemeinde Dywity (Diwitten) im Powiat Olsztyński (Kreis Allenstein), von 1975 bis 1998 der Woiwodschaft Olsztyn, seither der Woiwodschaft Ermland-Masuren zugehörig.

## Kirche
Bis 1945 war Gradtken in die evangelische Kirche Guttstadt (polnisch Dobre Miasto) in der Kirchenprovinz Ostpreußen der Kirche der Altpreußischen Union, außerdem in die römisch-katholische Kirche Süssenthal (polnisch Sętal) im Bistum Ermland eingepfarrt.
Zu Sętal gehört Gradki katholischerseits auch heute noch. Die Pfarrei ist nun jedoch dem Erzbistum Ermland zugeordnet. Evangelischerseits ist Gradki jetzt zur Christus-Erlöser-Kirche Olsztyn (Allenstein) in der Diözese Masuren der Evangelisch-Augsburgischen Kirche in Polen hin ausgerichtet.

## Verkehr
Gradki liegt an einer Nebenstraße, die die Stadt Dobre Miasto (Guttstadt) mit Tuławki (Tollack) verbindet und weiter bis nach Barczewko (Alt Wartenburg) führt. Eine von Kronowo (Cronau) kommende Nebenstraße endet außerdem in Gradki. Eine Bahnanbindung besteht nicht.